# RBG
RBG (bra: A Juíza; prt: RBG) é um documentário americano de 2018, dirigido por Betsy West, com roteiro de Julie Cohen e da própria diretora.
Após estrear no Festival Sundance de Cinema de 2018, foi lançado nos cinemas dos Estados Unidos, em 4 de maio de 2018.
Foi eleito o melhor documentário de 2018 pelo National Board of Review, além de indicações para o Oscar de melhor documentário de longa-metragem e melhor documentário no BAFTA 2019.

## Sinopse
Aborda a vida e carreira de Ruth Bader Ginsburg, juíza associada da Suprema Corte dos Estados Unidos. 

## Prêmios e indicações
| Prêmio     | Categoria              | Recipiente          | Resultado |
| ---------- | ---------------------- | ------------------- | --------- |
| Oscar 2019 | Melhor documentário    | Melhor documentário | Indicado  |
| Oscar 2019 | Melhor canção original |                     | Indicado  |